# Baghram

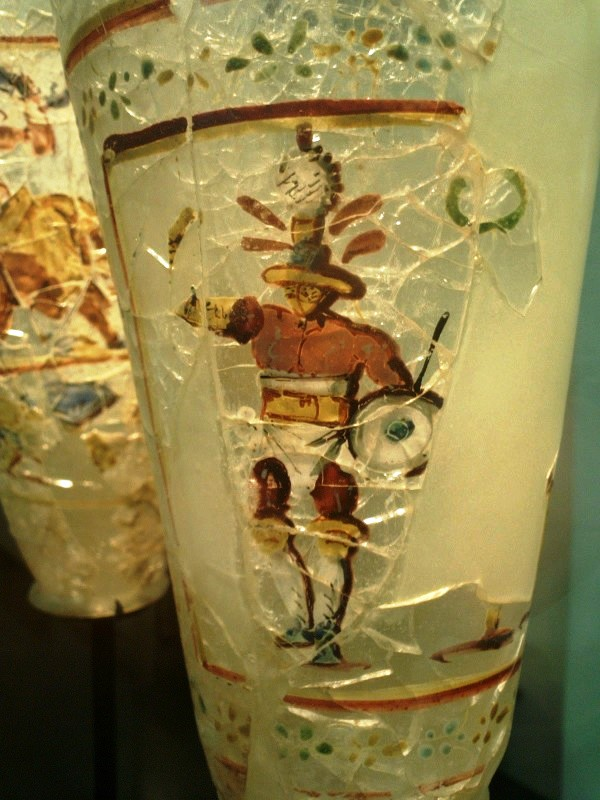
Een Grieks-Romeinse gladiator op een glazen vat, Baghram, 2e eeuw

Baghram, Bagrām of Begram, in de Oudheid Kapici of Kapisa is een oude stad 60 kilometer ten noordwesten van Kabul in Afghanistan bij de stad Charikar. De stad is gebouwd op de verbinding van de Ghorband- en de Panjshirvalleien en is een verbindingsplaats aan de zijderoute en de handelsroute naar India.
De stad werd bij de inname door de Perzen onder Cyrus vernietigd, maar onder Darius weer opgebouwd. Alexander de Grote versterkte de stad en hernoemde het tot Alexandria van de Caucasus. Kapisa was in de 3e eeuw v.Chr. een van de hoofdsteden van het Grieks-Bactrisch koninkrijk. Na enkele eeuwen van migratie en politieke instabiliteit functioneerde de stad tussen de 1e en 3e eeuw n.Chr. als zomerhoofdstad van de Kushana's. De andere hoofdstad van het Kushanarijk was Mathura in het noorden van India. De stad werd verlaten na de campagnes van de Sassanidische keizer Shapur I in 241.
In de jaren 1830 deed Charles Masson opgravingen, die hij correct identificeerde als het verdwenen Alexandrië.

## Het huidige Baghram
Zoals veel historische plaatsen in Afghanistan is Baghram geplunderd in de jaren na het aan de macht komen van de Taliban. Baghram was de plaats van Bagram Air Base, een militaire basis van de Verenigde Staten.